# Paragem de Falcoeiras
A Paragem de Falcoeiras é uma gare ferroviária encerrada do Ramal de Reguengos, que servia a aldeia de Falcoeiras, no concelho de Redondo, em Portugal.

## História
O Ramal de Reguengos foi inaugurado no dia 6 de Abril de 1927.